# Декрет Олександр Михайлович
Декрет Олександр Михайлович (9 червня 1956, Прилуки) — сучасний український художник.

## Життєпис
Народився 9 червня 1956 року в місті Прилуки, у сім’ї робітників. У 1962 році розпочав навчання у міській середній школі № 10. Малювати почав із дитячих років. Навчаючись у п’ятому класі середньої школи, почав відвідувати гурток малювання, який вів місцевий художник В. П. Шестак, також входив до складу редколегії шкільної газети. Пізніше почав брати приватні уроки малювання у місцевого художника П. П. Мироненка. У 1974 році закінчив Московський університет мистецтв, відділення – станковий живопис і графіка. Після закінчення університету проходив службу в лавах Збройних Сил. Звільнився у званні молодшого сержанта. 

## Творча діяльність
З 1976 року розпочав працювати художником на підприємствах міста. Був задіяний у майстернях художнього фонду України. З 1993 року брав участь у відновленні Спасо-Преображенського Собору, писав картини на релігійну тематику та ікони. З 1978 року є постійним учасником художніх виставок у Прилуках (представлені вибірково).
Роботи Олександра Михайловича Декрета знаходяться в приватних колекціях в Україні і за кордоном, зокрема у Прилуках, Харкові, Одесі, Києві, Сімферополі, Богодухові, Чернігові, Конотопі, Черкасах, Ніжині, Гродно, Бендерах (Молдова), Мінську, Калінінграді, Хабаровську, США, Франції та Китаю.

## Виставки
• 2000 р. – художня виставка «Честь мундира» (краєзнавчий музей); 
• 2002 р. – художня виставка «Рідна Батьківщина» (міська бібліотека);
• 2003 р. – персональна виставка (краєзнавчий музей);
• 2004 р. – обласні загально-художні виставки (м. Чернігів);
• 2005 р. – робота в Спасо-Преображенському соборі;
• 2005 р. – художня виставка «Зимовий вернісаж» (м. Прилуки);
• 2005 р. – обласна загально-художня виставка (м. Чернігів);
• 2005-2006 рр. – церковна виставка «Святитель Іоасаф Горленко Білгородський» (міська бібліотека);
• 2007 р – обласна загально-художня виставка,    приурочена    до    Дня    художника      (м. Чернігів);
• 2009 р. – робота в Іванівській церкві;
• 2009 р. – робота над макетом скульптурного пам’ятника-ансамблю «Славетним Козакам Прилуччини»;
• 2010-2011 рр. – виставка «Графіка – Живопис» (Міжнародний фестиваль «Мистецькі барви», МБК);
• 2012-2014 рр. – працював викладачем у Центрі творчості дітей та юнацтва;
• 2012 р. – художня виставка «Рідне місто», графіка – живопис (світлиця Т. Г. Шевченка, ЦТДЮ);
• 2014 р. – художня виставка з нагоди 200-річчя від дня народження Т. Г. Шевченка (ЦТДЮ);
• 2009-2019 рр. – художні виставки на планері (м. Прилуки);
• 2017 р. – «Україна. Славетні Прилуки», графіка – живопис (міська бібліотека);
• 2019 р. – художня виставка «Україна. Славетні Прилуки» (міська бібліотека).